# Maksim Ziouziakine
Maksim Valerievitch Ziouziakine - en russe : Максим Валерьевич Зюзякин, et en anglais : Maxim Zyuzyakin - (né le 13 janvier 1991 à Novokouznetsk en République socialiste fédérative soviétique de Russie) est un joueur professionnel russe de hockey sur glace. Il évolue au poste d'attaquant.

## Biographie

### Carrière en club
En 2007, il débute avec l'équipe réserve du Lokomotiv Iaroslavl dans la Pervaïa liga, le troisième échelon russe. Au cours de sa première saison, il joue 25 matchs et marque 19 points, dont 8 buts. La saison suivante, toujours dans la même division, il joue 70 matchs et apporte 77 points à son équipe, dont 50 passes, ce qui fait de lui, le meilleur passeur de son équipe. Seul Daniil Sobtchenko a été plus prolifique que lui, avec 87 points. Au cours de la saison 2009-2010, il évolue en MHL, avec l'équipe junior du Lokomotiv Iaroslavl, le Loko. Il joue 62 matchs pendant la saison régulière et marque 46 points, dont 18 buts. De plus, il joue 4 matchs en play-offs et apporte 2 points à son équipe.
La saison 2010-2011 le voit s'améliorer puisqu'il joue seulement 47 matchs en saison régulière et marque 52 points. Il est également récompensé par la possibilité d'effectuer ses grands débuts en KHL. Il joue deux matchs avec le Lokomotiv Iaroslavl mais ne marque aucun point.
Alors qu'il nourrit de grands espoirs dans la saison KHL 2011-2012 et qu'il marque 27 points en 30 matchs joués avec le Loko en MHL en 2011-2012, le Lokomotiv Iaroslavl est victime d'une catastrophe aérienne.
L'entraîneur de l'équipe Brad McCrimmon lui a demandé, de ne pas les accompagner à Minsk pour y affronter le Dinamo, pour rester à Iaroslavl jouer avec le Loko et de les rejoindre à Moscou pour le match suivant.
Les dirigeants du Lokomotiv Iaroslavl ayant décidé de ne pas participer à la saison 2011-2012 pour reconstruire l'équipe, font de Maksim Ziouziakine le nouveau capitaine de l'équipe. Le Lokomotiv évoluant exceptionnellement en VHL pour la saison 2011-2012, dispose d'un calendrier allégé, composé d'un match contre chacune des 22 autres équipes de la VHL. Maksim Ziouziakine commence la saison à domicile contre Neftianik Almetievsk, le 12 décembre 2011. Il est crédité d'une passe lors de cette victoire 5-1. Lors du deuxième match, contre Ariada-Akpars Voljsk, il marque son premier but et adresse une passe, lors de cette victoire 2-0.

## Statistiques

### En club
| Saison    | Équipe                   | Ligue            |    | Saison régulière | Saison régulière | Saison régulière | Saison régulière | Saison régulière |   | Séries éliminatoires | Séries éliminatoires | Séries éliminatoires | Séries éliminatoires | Séries éliminatoires |
| Saison    | Équipe                   | Ligue            | PJ | B                | A                | Pts              | Pun              | PJ               | B | A                    | Pts                  | Pun                  |                      |                      |
| 2008-2009 | Lokomotiv Iaroslavl 2    | Pervaïa liga     | 25 | 8                | 11               | 19               | 10               |                  |   |                      |                      |                      |                      |                      |
| 2008-2009 | Lokomotiv Iaroslavl 2    | Pervaïa liga     | 70 | 27               | 50               | 77               | 16               | 4                | 1 | 0                    | 1                    | 0                    |                      |                      |
| 2009-2010 | Loko                     | MHL              | 62 | 18               | 28               | 46               | 8                | 4                | 0 | 2                    | 2                    | 0                    |                      |                      |
| 2010-2011 | Loko                     | MHL              | 47 | 19               | 33               | 52               | 16               | 3                | 1 | 0                    | 1                    | 4                    |                      |                      |
| 2010-2011 | Lokomotiv Iaroslavl      | KHL              | 2  | 0                | 0                | 0                | 0                |                  |   |                      |                      |                      |                      |                      |
| 2011-2012 | Loko                     | MHL              | 34 | 12               | 17               | 29               | 6                | -                | - | -                    | -                    | -                    |                      |                      |
| 2011-2012 | Lokomotiv Iaroslavl      | VHL              | 22 | 6                | 7                | 13               | 6                | 10               | 2 | 3                    | 5                    | 2                    |                      |                      |
| 2012-2013 | Lokomotiv Iaroslavl 2    | VHL              | 49 | 9                | 17               | 26               | 0                | 5                | 0 | 2                    | 2                    | 2                    |                      |                      |
| 2013-2014 | Metallourg Novokouznetsk | KHL              | 4  | 0                | 1                | 1                | 0                | -                | - | -                    | -                    | -                    |                      |                      |
| 2013-2014 | Spoutnik Nijni Taguil    | VHL              | 6  | 1                | 0                | 1                | 4                | -                | - | -                    | -                    | -                    |                      |                      |
| 2013-2014 | Roubine Tioumen          | VHL              | 20 | 1                | 6                | 7                | 0                | 19               | 6 | 5                    | 11                   | 2                    |                      |                      |
| 2014-2015 | Lada Togliatti           | KHL              | 6  | 1                | 1                | 2                | 2                | -                | - | -                    | -                    | -                    |                      |                      |
| 2014-2015 | Ariada Voljsk            | VHL              | 39 | 6                | 12               | 18               | 12               | -                | - | -                    | -                    | -                    |                      |                      |
| 2015-2016 | Saryarka Karaganda       | KHL              | 4  | 0                | 0                | 0                | 0                | -                | - | -                    | -                    | -                    |                      |                      |
| 2015-2016 | Roubine Tioumen          | VHL              | 6  | 1                | 2                | 3                | 2                | -                | - | -                    | -                    | -                    |                      |                      |
| 2016-2017 | Roubine Tioumen          | VHL              | 47 | 7                | 9                | 16               | 6                | 17               | 3 | 5                    | 8                    | 6                    |                      |                      |
| 2017-2018 | Roubine Tioumen          | VHL              | 10 | 0                | 1                | 1                | 0                | -                | - | -                    | -                    | -                    |                      |                      |
| 2017-2018 | HK Sarov                 | VHL              | 14 | 2                | 3                | 5                | 0                | 5                | 3 | 1                    | 4                    | 0                    |                      |                      |
| 2018-2019 | Dizel Penza              | VHL              | 55 | 10               | 9                | 19               | 6                | -                | - | -                    | -                    | -                    |                      |                      |
| 2019-2020 | Khimik Voskressensk      | VHL              | 25 | 1                | 4                | 5                | 2                | -                | - | -                    | -                    | -                    |                      |                      |
| 2019-2020 | HK Tambov                | VHL              | 22 | 4                | 8                | 12               | 2                | -                | - | -                    | -                    | -                    |                      |                      |
| 2020-2021 | HK Tambov                | VHL              | 25 | 4                | 9                | 13               | 6                | -                | - | -                    | -                    | -                    |                      |                      |
| 2021-2022 | IK Guts                  | HockeyTvåan      | 35 | 15               | 19               | 34               | 8                | 8                | 4 | 2                    | 6                    | 0                    |                      |                      |
| 2022-2023 | Molot Perm               | VHL              | 18 | 4                | 3                | 7                | 10               | -                | - | -                    | -                    | -                    |                      |                      |
| 2022-2023 | Saryarqa HK              | Pro Hokei Ligasy | 9  | 2                | 1                | 3                | 6                | -                | - | -                    | -                    | -                    |                      |                      |
| 2022-2023 | HK Aqtóbe                | Pro Hokei Ligasy | 8  | 5                | 4                | 9                | 4                | 5                | 0 | 2                    | 2                    | 0                    |                      |                      |